# 伊勢貞藤
伊勢 貞藤（いせ さだふじ）は、室町時代の武士。京都伊勢氏（山城伊勢氏）の一族。伊勢貞国の次男。政所執事伊勢貞親の弟。
画、連歌に優れた有職家であり、室町幕府で要職を務めたが、8代将軍足利義政と対立して伊勢に出奔した。応仁の乱では兄貞親をはじめとする伊勢氏一族は東軍であったが、貞藤のみは西軍にはしった。
曾孫にあたる伊勢貞孝は後に宗家の養子に入って政所執事となった。
江戸時代は『寛政重修諸家譜』の伊勢氏系譜などで「伊勢貞藤、新九郎、のち貞辰（さだとき）、相模の北条某に養われ北条を称す」などと書かれているため、永らく伊勢盛時（北条早雲）と混同され、貞藤の生年が盛時の生年とされてきた。また盛時と姉の北川殿（今川義忠の室）の父親とも言われていたが、近年の研究の結果、盛時らの父は貞藤の義弟（妹の夫）で備中伊勢氏の伊勢盛定であり、盛時は貞藤の甥であることが定説となっている。詳しくは北条早雲の項を参照。
また、『横井系図』では貞藤の妻を「横井掃部助時永の娘」と伝え、『高橋家過去帳』では盛定の孫である北条氏綱の妻養珠院殿を「横江北条相模守女」と伝えている。これは伊勢氏（後北条氏を含む）と横井氏が縁戚関係を重ねてきた可能性を示しているという指摘もある。